# 속목정맥
속목정맥(internal jugular vein) 또는 내경정맥(內頸靜脈)은 한 쌍의 목정맥으로 뇌와 얼굴, 목의 얕은 부분에서 혈액을 모은다. 이 정맥은 온목동맥과 미주신경과 함께 목혈관신경집을 통과한다.
시작점은 머리뼈 바닥에 있는 목정맥구멍의 뒷부분이다. 시작점에서는 다소 부풀어 올라 있으며, 이를 위목정맥팽대(superior bulb)라고 한다.
또한 아래턱뒤정맥, 얼굴정맥, 혀정맥의 앞쪽 가지가 합류하는 공통 줄기를 가지고 있다.
위목정맥팽대에서 시작한 이후로는 수직 방향으로 목의 측면을 따라 내려온다. 내려오면서 속목동맥의 측면, 온목동맥의 측면, 목의 뿌리를 거친 후 빗장밑정맥과 합류하여 팔머리정맥을 형성한다. 끝나는 지점 약간 위에는 두 번째로 부풀어 오른 부분인 아래목정맥팽대(inferior bulb)가 있다.
위쪽에서 속목정맥은 목정맥구멍을 통과하는 속목동맥과 신경 뒤에서 가쪽머리곧은근에 놓여 있다. 아래쪽으로 내려가면 정맥과 동맥이 같은 평면에 있으며 혀인두신경과 혀밑신경이 그 사이를 지나간다. 미주신경은 함께 목혈관신경집에 싸여서 정맥과 동맥 사이의 뒤쪽에서 내려오고 더부신경은 정맥 기준으로 비스듬히 뒤쪽으로 주행한다.
목의 뿌리에서 오른쪽 속목정맥은 온목동맥에서 약간 떨어져 있으며 빗장밑동맥의 첫 번째 부분을 가로 지른다. 왼쪽 속목정맥은 일반적으로 온목동맥과 겹친다.
왼쪽 속목정맥은 일반적으로 오른쪽보다 작으며 각각에는 정맥 끝부분에서 약 2.5cm 위에 한 쌍의 판막이 존재한다.

## 변이
서구 인구의 9~12%에서 속목정맥의 크기, 모양, 주행 경로가 비정상적이다. 확인된 변이에는 현저하게 작거나 기능적으로 작동하지 않는 경우가 있다. 평균 직경은 10mm이지만 5~35mm까지의 범위에서 다를 수 있다.

## 지류
- 아래바위정맥굴
- 인두정맥
- 온얼굴정맥
- 혀정맥
- 위갑상정맥
- 중간갑상정맥
- 뒤통수정맥(가끔)

## 임상적 관련성
목정맥은 상대적으로 얕은 쪽에 위치하여 뼈나 연골과 같은 조직으로 보호되지 못하고, 손상되기도 쉽다. 목정맥을 통해 많은 양의 혈액이 흐르기 때문에 목정맥이 손상되면 심각한 출혈이 빠르게 발생할 수 있으며, 치료하지 않으면 저혈량성 쇼크를 일으키고 사망할 수 있다.

### 목정맥압
심장의 우심방과 속목정맥 사이에는 한 쌍의 판막이 있기 때문에 심방의 압력이 충분히 높을 때 혈액이 속목정맥으로 역류할 수 있다. 이 현상은 외부에서 관찰할 수 있으며 이를 통해 심방의 압력을 추정할 수 있다. 관찰되는 박동을 목정맥압이라고 하며, 일반적으로 환자가 머리를 45도 각도로, 관찰자로부터 약간 돌려서 볼 수 있다. 목정맥압은 다음과 같은 여러 조건에서 올라갈 수 있다.
- 우심실 부전(심부전)
- 삼첨판 협착증
- 삼첨판 역류
- 심장압전

간에 압력을 가하여 목정맥압을 인위적으로 높일 수도 있다. 간목정맥역류(hepatojugular reflux, abdominojugular reflux)라고 불리는 이 방법은 목정맥압을 찾아 목동맥의 맥박과 구별하는 데 사용된다. 목동맥 맥박과 달리 목정맥압은 만질 수 없다.

### 카테터 삽입
속목정맥은 크고 중앙에 위치하며 상대적으로 얕은 쪽에 위치하기 때문에 중심 정맥 카테터를 시행하는 데 자주 사용된다. 카테터는 중심 정맥압을 정확하게 측정하거나 말초 정맥에 카테터를 삽입하기 부적절한 경우(예: 말초 정맥을 찾기 어려운 소생술 중)에 수액을 투여하는 등 여러 가지 이유로 삽입될 수 있다.
속목정맥은 위치가 거의 변하지 않기 때문에 다른 정맥보다 찾기 쉽다. 그러나 때때로 카테터를 삽입할 때 목정맥이 없어 목동맥, 허파, 미주신경(CN X)과 같은 다른 구조에 구멍이 뚫려 손상이 발생할 수 있다.

## 추가 이미지

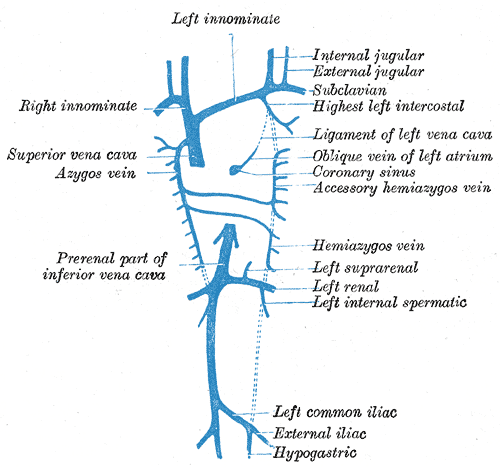
정맥의 모식도.
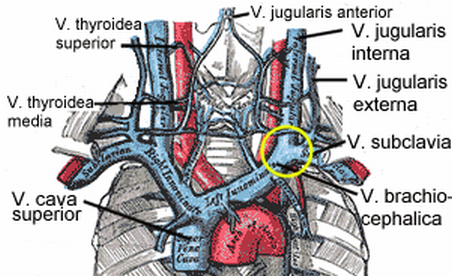
대정맥과 홀정맥.
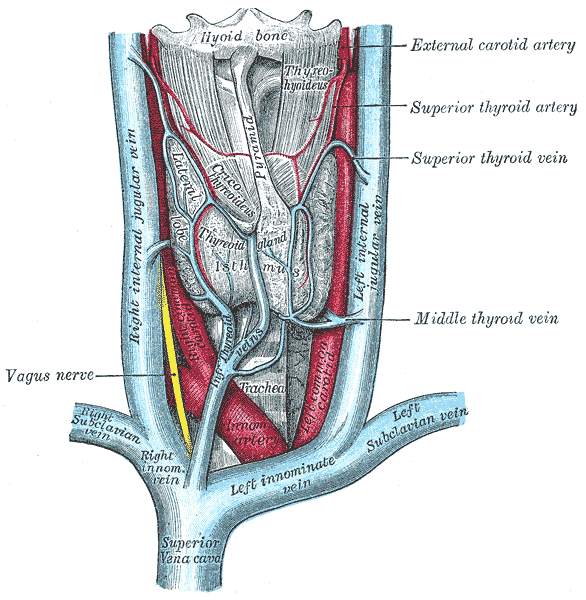
갑상샘과 그 주변의 구조.

## 같이 보기
- 목정맥

## 참고 문헌
이 문서는 현재 퍼블릭 도메인에 속하는 그레이 해부학 제20판(1918) page 648의 내용을 기초로 작성된 글이 포함되어 있습니다.
1. ↑  “Anatomical variations of the internal jugular vein: implications for successful cannulation and risk of carotid artery puncture”. 《apamedcentral.org》. 2016년 2월 29일에 확인함.[깨진 링크(과거 내용 찾기)]
2. ↑  Denys, B. G.; Uretsky, B. F. (1991년 12월 1일). “Anatomical variations of internal jugular vein location: impact on central venous access”. 《Critical Care Medicine》 19 (12): 1516–1519. doi:10.1097/00003246-199112000-00013. ISSN 0090-3493. PMID 1959371.
3. ↑  Asouhidou, I.; Natsis, K.; Asteri, T.; Sountoulides, P.; Vlasis, K.; Tsikaras, P. (2008). “Anatomical variation of left internal jugular vein”. 《European Journal of Anaesthesiology》 25 (4): 314–318. doi:10.1017/S0265021508003700. ISSN 0265-0215. PMID 18289445.
4. ↑  “Cardiovascular | Reference | JVP”. 2007년 2월 12일에 원본 문서에서 보존된 문서. 2007년 2월 5일에 확인함.
5. ↑  Paul, Richard G.; Price, Susanna (2014). “Central venous cannulation”. 《Medicine》 42 (8): 473–474. doi:10.1016/j.mpmed.2014.05.004.